# Élections départementales de 2015 dans le Bas-Rhin
Les élections départementales ont lieu les 22 et 29 mars 2015.

## Contexte départemental
La carte des cantons a été très redécoupée. Beaucoup de petits cantons ruraux (Saales, Villé, Seltz...) disparaissent au profit de cantons plus grands. Il est à noter que celui du président Guy-Dominique Kennel, Wœrth, disparaît également. Toutefois, les grands équilibres politiques locaux ne devraient néanmoins que très peu changer.
La majorité actuelle UMP-UDI devrait très facilement garder sa majorité. La gauche, avec notamment le PS, devrait en toute logique garder sa poignée d'élus à Strasbourg. Le FN quant à lui ne devrait pas gagner de cantons mais devrait faire de très bons scores, notamment dans les zones rurales et périurbaines. Dernier élément, les autonomistes d'Unser Land, bénéficiant d'un contexte très favorable avec le rejet du redécoupage territorial et la fusion avec les régions Lorraine et Champagne-Ardenne, pourraient faire à certains endroits, comme en Alsace Bossue, des scores remarquables. Le mouvement Alsace d'abord, autre parti autonomiste mais plus ancré sur les questions de l'immigration, pourrait aussi profiter du contexte alsacien.
Le président sortant, Guy-Dominique Kennel, sénateur depuis 2014, ne se représentera pas. Il y aura donc un nouveau président.

### Modifications à la suite de la réforme de 2013
À compter du scrutin de 2015, les « élections départementales » et les « conseils départementaux » remplacent les « élections cantonales » et les « conseils généraux », en vertu de la loi du 17 mai 2013. Le mode de scrutin est également modifié, passant à un renouvellement intégral des conseils au scrutin binominal majoritaire pour un mandat de 6 ans (au lieu d'un renouvellement par moitié au scrutin uninominal tous les 3 ans).

#### Mode de scrutin
L'élection des conseillers départementaux a lieu au scrutin binominal majoritaire à deux tours. Dans chaque canton, les candidatures prennent la forme d'un binôme composé d'une femme et d'un homme (auxquels s'ajoutent deux suppléants, une femme et un homme également). Le corps électoral est celui des électeurs français inscrits dans une des communes du canton.
Pour être élu au premier tour, un binôme doit obtenir au moins la majorité absolue des suffrages exprimés et un nombre de suffrages égal à au moins 25 % des électeurs inscrits. Si aucun binôme n'est élu au premier tour, peuvent se présenter au second tour les deux binômes arrivés en tête et ceux qui ont obtenu un nombre de suffrages au moins égal à 12,5 % des électeurs inscrits. Est élu au second tour le binôme qui obtient le plus grand nombre de voix.

#### Redécoupage des cantons
Pour permettre l'organisation du scrutin binominal, un redécoupage des cantons a été effectué.
Dans le Bas-Rhin, le décret no 2014-185 du 18 février 2014 portant délimitation des cantons dans le département du Bas-Rhin a défini 23 cantons:
- canton no 1 (Bischwiller) ;
- canton no 2 (Bouxwiller) ;
- canton no 3 (Brumath) ;
- canton no 4 (Erstein) ;
- canton no 5 (Haguenau) ;
- canton no 6 (Hœnheim) ;
- canton no 7 (Illkirch-Graffenstaden) ;
- canton no 8 (Ingwiller) ;
- canton no 9 (Lingolsheim) ;
- canton no 10 (Molsheim) ;
- canton no 11 (Mutzig) ;
- canton no 12 (Obernai) ;
- canton no 13 (Reichshoffen) ;
- canton no 14 (Saverne) ;
- canton no 15 (Schiltigheim) ;
- canton no 16 (Sélestat) ;
- canton no 17 (Strasbourg-1) ;
- canton no 18 (Strasbourg-2) ;
- canton no 19 (Strasbourg-3) ;
- canton no 20 (Strasbourg-4) ;
- canton no 21 (Strasbourg-5) ;
- canton no 22 (Strasbourg-6) ;
- canton no 23 (Wissembourg).

Il y aura donc 46 conseillers généraux dans le Bas-Rhin, contre 44 auparavant.

### Assemblée départementale sortante
Avant les élections, le conseil général du Bas-Rhin est présidé par Guy-Dominique Kennel (UMP). Il comprenait 44 conseillers généraux issus des 44 cantons du Bas-Rhin. À partir du renouvellement de 2015, le département du Bas-Rhin comptera 23 cantons avec 46 élus au total (un homme et une femme par canton).

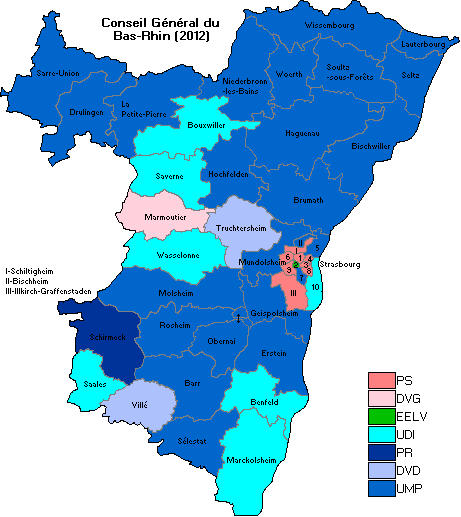
Couleur politique des cantons du Bas-Rhin

| Parti                                | Sigle | Sigle | Élus |
| ------------------------------------ | ----- | ----- | ---- |
| Majorité (32 sièges)                 |       |       |      |
| Union pour un mouvement populaire    |       | UMP   | 24   |
| Union des démocrates et indépendants |       | UDI   | 7    |
| Parti radical                        |       | PR    | 1    |
| Indépendants (2 sièges)              |       |       |      |
| Divers droite                        |       | DVD   | 2    |
| Opposition (10 sièges)               |       |       |      |
| Parti socialiste                     |       | PS    | 8    |
| Divers gauche                        |       | DVG   | 1    |
| Europe Écologie Les Verts            |       | EÉLV  | 1    |
| Président du conseil général         |       |       |      |
| Guy-Dominique Kennel (UMP)           |       |       |      |

### Assemblée départementale élue
| Parti                                | Sigle | Sigle | Élus |
| ------------------------------------ | ----- | ----- | ---- |
| Majorité (38 sièges)                 |       |       |      |
| Union pour un mouvement populaire    |       | UMP   | 23   |
| Divers droite                        |       | DVD   | 10   |
| Union des démocrates et indépendants |       | UDI   | 5    |
| Opposition (8 sièges)                |       |       |      |
| Parti socialiste                     |       | PS    | 7    |
| Divers gauche                        |       | DVG   | 1    |
| Président du conseil départemental   |       |       |      |
| Frédéric Bierry (UMP)                |       |       |      |

## Résultats à l'échelle du département

### Résultats par nuances du ministère de l'Intérieur
Les nuances utilisées par le ministère de l'Intérieur ne tiennent pas compte des alliances locales.
| Binômes        | Binômes            | Premier tour | Premier tour | Second tour | Second tour | Sièges |
| Binômes        | Binômes            | Voix         | %            | Voix        | %           | Sièges |
| -------------- | ------------------ | ------------ | ------------ | ----------- | ----------- | ------ |
|                | UMP                | 85 729       | 24,49        | 134 284     | 40,96       | 24     |
|                | Union de la droite | 34 972       | 9,99         | 48 248      | 14,71       | 10     |
|                | UDI                | 21 218       | 6,06         | 11 236      | 3,43        | 2      |
|                | DVD                | 11 518       | 3,29         | 8 823       | 2,69        | 2      |
|                | UC                 | 4 301        | 1,23         |             |             |        |
|                | MoDem              | 758          | 0,22         |             |             |        |
| Droite         | Droite             | 158 496      | 45,28        | 202 591     | 61,79       | 38     |
|                |                    |              |              |             |             |        |
|                | FN                 | 97 638       | 27,90        | 95 611      | 29,16       | 0      |
|                | EXD                | 611          | 0,17         |             |             |        |
| Extrême droite | Extrême droite     | 98 249       | 28,07        | 95 611      | 29,16       | 0      |
|                |                    |              |              |             |             |        |
|                | PS                 | 35 098       | 10,03        | 29 674      | 9,05        | 8      |
|                | EÉLV               | 16 971       | 4,85         |             |             |        |
|                | FG                 | 7 857        | 2,24         |             |             |        |
|                | Union de la gauche | 997          | 0,28         |             |             |        |
| Gauche         | Gauche             | 60 923       | 17,40        | 29 674      | 9,05        | 8      |
|                |                    |              |              |             |             |        |
|                | Divers             | 32 322       | 9,24         |             |             |        |
|                |                    |              |              |             |             |        |
| Inscrits       | Inscrits           | 763 996      | 100,00       | 764 010     | 100,00      |        |
| Abstentions    | Abstentions        | 398 766      | 52,19        | 411 552     | 53,87       |        |
| Votants        | Votants            | 365 230      | 47,81        | 352 458     | 46,13       |        |
| Blancs         | Blancs             | 10 534       | 2,88         | 17 182      | 4,87        |        |
| Nuls           | Nuls               | 4 706        | 1,29         | 7 400       | 2,10        |        |
| Exprimés       | Exprimés           | 349 990      | 95,83        | 327 876     | 93,03       |        |

### Résultats en nombre de sièges
| Partis       | Partis                               | Conseillers sortants | Conseillers élus | Évolution       |
| ------------ | ------------------------------------ | -------------------- | ---------------- | --------------- |
|              | Union pour un Mouvement Populaire    | 24                   | 23               | en diminution   |
|              | Union des Démocrates et Indépendants | 7                    | 5                | en diminution   |
|              | Divers droite                        | 2                    | 10               | en augmentation |
|              | Parti Radical                        | 1                    | 0                | en diminution   |
|              | Mouvement Démocrate                  | 0                    | 0                | en stagnation   |
| Total Droite | Total Droite                         | 34                   | 38               | en augmentation |
|              | Parti Socialiste                     | 8                    | 7                | en diminution   |
|              | Divers gauche                        | 1                    | 1                | en stagnation   |
|              | Europe Écologie Les Verts            | 1                    | 0                | en diminution   |
|              | Front de Gauche                      | 0                    | 0                | en stagnation   |
| Total Gauche | Total Gauche                         | 10                   | 8                | en diminution   |
|              | Divers                               | 0                    | 0                | en stagnation   |
|              | Front National                       | 0                    | 0                | en stagnation   |
|              | Régionalistes                        | 0                    | 0                | en stagnation   |
| Total Autres | Total Autres                         | 0                    | 0                | en stagnation   |

### Résultats par canton
| Canton                 | Conseiller sortant        | Parti                | Parti       | Conseiller élu             | Parti           | Parti           |
| ---------------------- | ------------------------- | -------------------- | ----------- | -------------------------- | --------------- | --------------- |
| Barr                   | Alfred Becker *           |                      | UMP         | Canton supprimé            | Canton supprimé | Canton supprimé |
| Benfeld                | Roland Brendlé *          |                      | UDI         | Canton supprimé            | Canton supprimé | Canton supprimé |
| Bischheim              | André Klein-Mosser *      |                      | UMP         | Canton supprimé            | Canton supprimé | Canton supprimé |
| Bischwiller            | Louis Becker *            |                      | UMP         | Denis Hommel               |                 | UMP             |
| Bischwiller            | Louis Becker *            | Nicole Thomas        | UMP         |                            | UMP             |                 |
| Bouxwiller             | Pierre Marmillod *        |                      | UDI         | Étienne Burger             |                 | DVD             |
| Bouxwiller             | Pierre Marmillod *        | Marie-Paule Lehmann  | UDI         |                            | UMP             |                 |
| Brumath                | Étienne Wolf              |                      | UMP         | Étienne Wolf               |                 | UMP             |
| Brumath                | Étienne Wolf              | Christiane Wolfhugel | UMP         |                            | DVD             |                 |
| Drulingen              | Jean Mathia               |                      | UMP         | Canton supprimé            | Canton supprimé | Canton supprimé |
| Erstein                | Laurence Muller-Bronn     |                      | UMP         | Laurence Muller-Bronn      |                 | UMP             |
| Erstein                | Laurence Muller-Bronn     | Denis Schultz        | UMP         |                            | UDI             |                 |
| Geispolsheim           | Sébastien Zaegel          |                      | UMP         | Canton supprimé            | Canton supprimé | Canton supprimé |
| Haguenau               | Jean-Paul Wirth *         |                      | UMP         | Isabelle Dollinger         |                 | UMP             |
| Haguenau               | Jean-Paul Wirth *         | André Erbs           | UMP         |                            | DVD             |                 |
| Hochfelden             | Marie-Paule Lehmann       |                      | UMP         | Canton supprimé            | Canton supprimé | Canton supprimé |
| Hœnheim                | Canton créé               | Canton créé          | Canton créé | Vincent Debes              |                 | DVD             |
| Hœnheim                | Canton créé               | Canton créé          | Canton créé | Cécile Van Hecke           |                 | UDI             |
| Illkirch-Graffenstaden | Claude Froehly            |                      | PS          | Alfonsa Alfano             |                 | UMP             |
| Illkirch-Graffenstaden | Claude Froehly            | Yves Sublon          | PS          |                            | DVD             |                 |
| Ingwiller              | Canton créé               | Canton créé          | Canton créé | Nadine Holderith-Weiss     |                 | UMP             |
| Ingwiller              | Canton créé               | Canton créé          | Canton créé | Marc Séné                  |                 | UMP             |
| Lauterbourg            | Jean-Michel Fetsch *      |                      | UMP         | Canton supprimé            | Canton supprimé | Canton supprimé |
| Lingolsheim            | Canton créé               | Canton créé          | Canton créé | Catherine Eckert           |                 | UMP             |
| Lingolsheim            | Canton créé               | Canton créé          | Canton créé | Sébastien Zaegel           |                 | UMP             |
| Marckolsheim           | Gérard Simler             |                      | UDI         | Canton supprimé            | Canton supprimé | Canton supprimé |
| Marmoutier             | Jean-Claude Weil *        |                      | DVG         | Canton supprimé            | Canton supprimé | Canton supprimé |
| Molsheim               | Laurence Jost             |                      | UMP         | Chantal Jeanpert           |                 | DVD             |
| Molsheim               | Laurence Jost             | Philippe Meyer       | UMP         |                            | UMP             |                 |
| Mundolsheim            | André Lobstein *          |                      | UMP         | Canton supprimé            | Canton supprimé | Canton supprimé |
| Mutzig                 | Canton créé               | Canton créé          | Canton créé | Frédéric Bierry            |                 | UMP             |
| Mutzig                 | Canton créé               | Canton créé          | Canton créé | Frédérique Mozziconacci    |                 | DVD             |
| Niederbronn-les-Bains  | Rémy Bertrand             |                      | UMP         | Canton supprimé            | Canton supprimé | Canton supprimé |
| Obernai                | Bernard Fischer           |                      | UMP         | Nathalie Ernst             |                 | UMP             |
| Obernai                | Bernard Fischer           | Bernard Fischer      | UMP         |                            | UMP             |                 |
| La Petite-Pierre       | Louise Richert *          |                      | UMP         | Canton supprimé            | Canton supprimé | Canton supprimé |
| Reichshoffen           | Canton créé               | Canton créé          | Canton créé | Rémy Bertrand              |                 | UMP             |
| Reichshoffen           | Canton créé               | Canton créé          | Canton créé | Nathalie Marajo-Guthmuller |                 | DVD             |
| Rosheim                | Philippe Meyer            |                      | UMP         | Canton supprimé            | Canton supprimé | Canton supprimé |
| Saales                 | Alice Morel               |                      | UDI         | Canton supprimé            | Canton supprimé | Canton supprimé |
| Sarre-Union            | Marc Séné                 |                      | UMP         | Canton supprimé            | Canton supprimé | Canton supprimé |
| Saverne                | Thierry Carbiener         |                      | UDI         | Thierry Carbiener          |                 | UDI             |
| Saverne                | Thierry Carbiener         | Michèle Eschlimann   | UDI         |                            | DVD             |                 |
| Schiltigheim           | Raphaël Nisand            |                      | PS          | Danielle Diligent          |                 | UDI             |
| Schiltigheim           | Raphaël Nisand            | Jean-Louis Hoerlé    | PS          |                            | UMP             |                 |
| Schirmeck              | Frédéric Bierry           |                      | PR          | Canton supprimé            | Canton supprimé | Canton supprimé |
| Sélestat               | Marcel Bauer              |                      | UMP         | Marcel Bauer               |                 | UMP             |
| Sélestat               | Marcel Bauer              | Cathy Greigert       | UMP         |                            | DVD             |                 |
| Seltz                  | Richard Stoltz *          |                      | UMP         | Canton supprimé            | Canton supprimé | Canton supprimé |
| Soultz-sous-Forêts     | Jean-Laurent Vonau *      |                      | UMP         | Canton supprimé            | Canton supprimé | Canton supprimé |
| Strasbourg-1           | Robert Herrmann *         |                      | PS          | Mathieu Cahn               |                 | PS              |
| Strasbourg-1           | Robert Herrmann *         | Suzanne Kempf        | PS          |                            | PS              |                 |
| Strasbourg-2           | Marie-Dominique Dreyssé * |                      | EÉLV        | Éric Elkouby               |                 | PS              |
| Strasbourg-2           | Marie-Dominique Dreyssé * | Martine Jung         | EÉLV        |                            | PS              |                 |
| Strasbourg-3           | Henri Dreyfus *           |                      | PS          | Françoise Bey              |                 | PS              |
| Strasbourg-3           | Henri Dreyfus *           | Serge Oehler         | PS          |                            | PS              |                 |
| Strasbourg-4           | Olivier Bitz              |                      | PS          | Yves Le Tallec             |                 | UMP             |
| Strasbourg-4           | Olivier Bitz              | Françoise Pfersdorff | PS          |                            | UMP             |                 |
| Strasbourg-5           | Yves Le Tallec            |                      | UMP         | Olivier Bitz               |                 | PS              |
| Strasbourg-5           | Yves Le Tallec            | Françoise Buffet     | UMP         |                            | DVG             |                 |
| Strasbourg-6           | Serge Oehler              |                      | PS          | Pascale Jurdant-Pfeiffer   |                 | UDI             |
| Strasbourg-6           | Serge Oehler              | Jean-Philippe Maurer | PS          |                            | UMP             |                 |
| Strasbourg-7           | Jean-Philippe Maurer      |                      | UMP         | Canton supprimé            | Canton supprimé | Canton supprimé |
| Strasbourg-8           | Suzanne Kempf             |                      | PS          | Canton supprimé            | Canton supprimé | Canton supprimé |
| Strasbourg-9           | Éric Elkouby              |                      | PS          | Canton supprimé            | Canton supprimé | Canton supprimé |
| Strasbourg-10          | Pascale Jurdant-Pfeiffer  |                      | UDI         | Canton supprimé            | Canton supprimé | Canton supprimé |
| Truchtersheim          | Étienne Burger            |                      | DVD         | Canton supprimé            | Canton supprimé | Canton supprimé |
| Villé                  | Frédérique Mozziconacci   |                      | DVD         | Canton supprimé            | Canton supprimé | Canton supprimé |
| Wasselonne             | Freddy Zimmermann         |                      | UDI         | Canton supprimé            | Canton supprimé | Canton supprimé |
| Wissembourg            | Pierre Bertrand *         |                      | UMP         | Paul Heintz                |                 | UMP             |
| Wissembourg            | Pierre Bertrand *         | Stéphanie Kochert    | UMP         |                            | UMP             |                 |
| Wœrth                  | Guy-Dominique Kennel *    |                      | UMP         | Canton supprimé            | Canton supprimé | Canton supprimé |

* Conseillers généraux sortants ne se représentant pas

## Résultats par canton

### Canton de Bischwiller
| Candidats   | Candidats                   | Partis      | Partis      | Premier tour | Premier tour | Second tour | Second tour |
| Candidats   | Candidats                   | Partis      | Partis      | Voix         | %            | Voix        | %           |
| ----------- | --------------------------- | ----------- | ----------- | ------------ | ------------ | ----------- | ----------- |
| 1           | Denis Hommel                |             | UMP         | 5 235        | 31,58        | 8 640       | 55,62       |
| 1           | Nicole Thomas               |             | UMP         | 5 235        | 31,58        | 8 640       | 55,62       |
| 2           | Michel Lorentz              |             | UDI         | 4 301        | 25,95        |             |             |
| 2           | Michèle Muller-Hirtler      |             | UDI         | 4 301        | 25,95        |             |             |
| 3           | Loriane Ezéquel             |             | FG          | 771          | 4,65         |             |             |
| 3           | Daniel Viville              |             | FG          | 771          | 4,65         |             |             |
| 4           | Virginie Denjean-Obernesser |             | FN          | 6 268        | 37,82        | 6 894       | 44,38       |
| 4           | Gérard Janus                |             | FN          | 6 268        | 37,82        | 6 894       | 44,38       |
|             |                             |             |             |              |              |             |             |
| Inscrits    | Inscrits                    | Inscrits    | Inscrits    | 37 002       | 100,00       | 37 002      | 100,00      |
| Abstentions | Abstentions                 | Abstentions | Abstentions | 19 613       | 53,01        | 20 393      | 55,11       |
| Votants     | Votants                     | Votants     | Votants     | 17 389       | 46,99        | 16 609      | 44,89       |
| Blancs      | Blancs                      | Blancs      | Blancs      | 639          | 3,67         | 793         | 4,77        |
| Nuls        | Nuls                        | Nuls        | Nuls        | 175          | 1,01         | 282         | 1,70        |
| Exprimés    | Exprimés                    | Exprimés    | Exprimés    | 16 575       | 95,32        | 15 534      | 93,53       |

### Canton de Bouxwiller
| Candidats            | Candidats             | Partis      | Partis      | Premier tour | Premier tour | Second tour | Second tour |
| Candidats            | Candidats             | Partis      | Partis      | Voix         | %            | Voix        | %           |
| -------------------- | --------------------- | ----------- | ----------- | ------------ | ------------ | ----------- | ----------- |
| 1                    | Étienne Burger *      |             | DVD         | 7 225        | 38,19        | 12 259      | 67,40       |
| 1                    | Marie-Paule Lehmann * |             | UMP         | 7 225        | 38,19        | 12 259      | 67,40       |
| 2                    | Jean-Paul Leonhardt   |             | UDF         | 1 060        | 5,60         |             |             |
| 2                    | Martine Seyller       |             | UDF         | 1 060        | 5,60         |             |             |
| 3                    | Raphaël Muller        |             | USL         | 2 583        | 13,65        |             |             |
| 3                    | Joséphine Stenger     |             | USL         | 2 583        | 13,65        |             |             |
| 4                    | Christine Kleinklaus  |             | FN          | 5 480        | 28,96        | 5 929       | 32,60       |
| 4                    | Cédric Stifer         |             | FN          | 5 480        | 28,96        | 5 929       | 32,60       |
| 5                    | Jean-Louis Amann      |             | ÉCO         | 2 573        | 13,60        |             |             |
| 5                    | Mathilde Karceles     |             | MoDem       | 2 573        | 13,60        |             |             |
|                      |                       |             |             |              |              |             |             |
| Inscrits             | Inscrits              | Inscrits    | Inscrits    | 38 004       | 100,00       | 38 004      | 100,00      |
| Abstentions          | Abstentions           | Abstentions | Abstentions | 18 129       | 47,70        | 18 503      | 48,69       |
| Votants              | Votants               | Votants     | Votants     | 19 875       | 52,30        | 19 501      | 51,31       |
| Blancs               | Blancs                | Blancs      | Blancs      | 689          | 3,47         | 910         | 4,67        |
| Nuls                 | Nuls                  | Nuls        | Nuls        | 265          | 1,33         | 403         | 2,07        |
| Exprimés             | Exprimés              | Exprimés    | Exprimés    | 18 921       | 95,20        | 18 188      | 93,27       |
| * conseiller sortant |                       |             |             |              |              |             |             |

### Canton de Brumath
| Candidats            | Candidats            | Partis      | Partis      | Premier tour | Premier tour | Second tour | Second tour |
| Candidats            | Candidats            | Partis      | Partis      | Voix         | %            | Voix        | %           |
| -------------------- | -------------------- | ----------- | ----------- | ------------ | ------------ | ----------- | ----------- |
| 1                    | Gérard Chartier      |             | FN          | 5 388        | 28,43        | 5 719       | 32,44       |
| 1                    | Julie Muller         |             | FN          | 5 388        | 28,43        | 5 719       | 32,44       |
| 2                    | Étienne Wolf *       |             | UMP         | 8 645        | 45,61        | 11 908      | 67,56       |
| 2                    | Christiane Wolfhugel |             | DVD         | 8 645        | 45,61        | 11 908      | 67,56       |
| 3                    | Michel Bastian       |             | EÉLV        | 2 416        | 12,75        |             |             |
| 3                    | Béatrice Dormann     |             | ÉCO         | 2 416        | 12,75        |             |             |
| 4                    | Véronique Koessler   |             | USL         | 2 506        | 13,22        |             |             |
| 4                    | Jean-Luc Leber       |             | USL         | 2 506        | 13,22        |             |             |
|                      |                      |             |             |              |              |             |             |
| Inscrits             | Inscrits             | Inscrits    | Inscrits    | 41 481       | 100,00       | 41 480      | 100,00      |
| Abstentions          | Abstentions          | Abstentions | Abstentions | 21 716       | 52,35        | 22 638      | 54,58       |
| Votants              | Votants              | Votants     | Votants     | 19 765       | 47,65        | 18 842      | 45,42       |
| Blancs               | Blancs               | Blancs      | Blancs      | 541          | 2,74         | 807         | 4,28        |
| Nuls                 | Nuls                 | Nuls        | Nuls        | 269          | 1,36         | 408         | 2,17        |
| Exprimés             | Exprimés             | Exprimés    | Exprimés    | 18 955       | 95,90        | 17 627      | 93,55       |
| * conseiller sortant |                      |             |             |              |              |             |             |

### Canton d'Erstein
| Candidats            | Candidats               | Partis      | Partis      | Premier tour | Premier tour | Second tour | Second tour |
| Candidats            | Candidats               | Partis      | Partis      | Voix         | %            | Voix        | %           |
| -------------------- | ----------------------- | ----------- | ----------- | ------------ | ------------ | ----------- | ----------- |
| 1                    | Benoît Lefevre          |             | PS          | 1 450        | 8,62         |             |             |
| 1                    | Laetitia Magzalci       |             | PS          | 1 450        | 8,62         |             |             |
| 2                    | Remy Berson             |             | USL         | 1 767        | 10,50        |             |             |
| 2                    | Audrey Wolf             |             | USL         | 1 767        | 10,50        |             |             |
| 3                    | Laurence Muller-Bronn * |             | UMP         | 7 217        | 42,90        | 10 224      | 62,59       |
| 3                    | Denis Schultz           |             | UDI         | 7 217        | 42,90        | 10 224      | 62,59       |
| 4                    | Odile Agrafeil          |             | FG          | 518          | 3,08         |             |             |
| 4                    | Jean-Claude Moog        |             | FG          | 518          | 3,08         |             |             |
| 5                    | Véronique Bruder        |             | UPR         | 261          | 1,55         |             |             |
| 5                    | Yannick Hervé           |             | UPR         | 261          | 1,55         |             |             |
| 6                    | Christian Cotelle       |             | FN          | 5 611        | 33,35        | 6 112       | 37,41       |
| 6                    | Tiphaine Goehring       |             | FN          | 5 611        | 33,35        | 6 112       | 37,41       |
|                      |                         |             |             |              |              |             |             |
| Inscrits             | Inscrits                | Inscrits    | Inscrits    | 36 057       | 100,00       | 36 057      | 100,00      |
| Abstentions          | Abstentions             | Abstentions | Abstentions | 18 448       | 51,16        | 18 711      | 51,89       |
| Votants              | Votants                 | Votants     | Votants     | 17 609       | 48,84        | 17 346      | 48,11       |
| Blancs               | Blancs                  | Blancs      | Blancs      | 530          | 3,01         | 692         | 3,99        |
| Nuls                 | Nuls                    | Nuls        | Nuls        | 255          | 1,45         | 318         | 1,83        |
| Exprimés             | Exprimés                | Exprimés    | Exprimés    | 16 824       | 95,54        | 16 336      | 94,18       |
| * conseiller sortant |                         |             |             |              |              |             |             |

### Canton de Haguenau
| Candidats   | Candidats                | Partis      | Partis      | Premier tour | Premier tour | Second tour | Second tour |
| Candidats   | Candidats                | Partis      | Partis      | Voix         | %            | Voix        | %           |
| ----------- | ------------------------ | ----------- | ----------- | ------------ | ------------ | ----------- | ----------- |
| 1           | Sylvie Hincker           |             | USL         | 2 070        | 13,51        |             |             |
| 1           | Nicolas Undreiner        |             | USL         | 2 070        | 13,51        |             |             |
| 2           | Eric Gouverneur          |             | SE          | 758          | 4,95         |             |             |
| 2           | Isabelle Stehli-Juchs    |             | SE          | 758          | 4,95         |             |             |
| 3           | Isabelle Dollinger       |             | UMP         | 6 824        | 44,54        | 9 522'      | 66,53       |
| 3           | André Erbs               |             | DVD         | 6 824        | 44,54        | 9 522'      | 66,53       |
| 4           | Nadia Lemoine            |             | FN          | 4 217        | 27,53        | 4 791       | 33,47       |
| 4           | Bernard Kocher           |             | FN          | 4 217        | 27,53        | 4 791       | 33,47       |
| 5           | Jean-Marc Claus          |             | FG          | 454          | 2,96         |             |             |
| 5           | Isabelle Lams            |             | FG          | 454          | 2,96         |             |             |
| 6           | Taoufik Kasmi            |             | PS          | 997          | 6,51         |             |             |
| 6           | Odile Peignier-Christlen |             | EÉLV        | 997          | 6,51         |             |             |
|             |                          |             |             |              |              |             |             |
| Inscrits    | Inscrits                 | Inscrits    | Inscrits    | 34 054       | 100,00       | 34 054      | 100,00      |
| Abstentions | Abstentions              | Abstentions | Abstentions | 18 057       | 53,02        | 18 773      | 55,13       |
| Votants     | Votants                  | Votants     | Votants     | 15 997       | 46,98        | 15 281      | 44,87       |
| Blancs      | Blancs                   | Blancs      | Blancs      | 428          | 2,68         | 638         | 4,18        |
| Nuls        | Nuls                     | Nuls        | Nuls        | 249          | 1,56         | 330         | 2,16        |
| Exprimés    | Exprimés                 | Exprimés    | Exprimés    | 15 320       | 95,77        | 14 313      | 93,67       |

### Canton de Hœnheim
| Candidats   | Candidats          | Partis      | Partis      | Premier tour | Premier tour | Second tour | Second tour |
| Candidats   | Candidats          | Partis      | Partis      | Voix         | %            | Voix        | %           |
| ----------- | ------------------ | ----------- | ----------- | ------------ | ------------ | ----------- | ----------- |
| 1           | Bruno Dalpra       |             | EÉLV        | 1 149        | 6,68         |             |             |
| 1           | Laurène Kieffer    |             | ÉCO         | 1 149        | 6,68         |             |             |
| 2           | Gautier Deisz      |             | FN          | 4 177        | 24,29        |             |             |
| 2           | Diana Garnier-Lang |             | FN          | 4 177        | 24,29        |             |             |
| 3           | Eric Amiet         |             | UMP         | 4 282        | 24,90        | 5 136       | 36,79       |
| 3           | Laurence Crosnier  |             | UMP         | 4 282        | 24,90        | 5 136       | 36,79       |
| 4           | Sonia Barthelet    |             | PS          | 1 924        | 11,19        |             |             |
| 4           | Olivier Muller     |             | PS          | 1 924        | 11,19        |             |             |
| 5           | Vincent Debes      |             | DVD         | 5 662        | 32,93        | 8 823       | 63,21       |
| 5           | Cécile Van Hecke   |             | UDI         | 5 662        | 32,93        | 8 823       | 63,21       |
|             |                    |             |             |              |              |             |             |
| Inscrits    | Inscrits           | Inscrits    | Inscrits    | 36 079       | 100,00       | 36 086      | 100,00      |
| Abstentions | Abstentions        | Abstentions | Abstentions | 18 271       | 50,64        | 20 688      | 57,33       |
| Votants     | Votants            | Votants     | Votants     | 17 808       | 49,36        | 15 398      | 42,67       |
| Blancs      | Blancs             | Blancs      | Blancs      | 415          | 2,33         | 975         | 6,33        |
| Nuls        | Nuls               | Nuls        | Nuls        | 199          | 1,12         | 464         | 3,01        |
| Exprimés    | Exprimés           | Exprimés    | Exprimés    | 17 194       | 96,55        | 13 959      | 90,65       |

### Canton d'Illkirch-Graffenstaden
| Candidats            | Candidats          | Partis      | Partis      | Premier tour | Premier tour | Second tour | Second tour |
| Candidats            | Candidats          | Partis      | Partis      | Voix         | %            | Voix        | %           |
| -------------------- | ------------------ | ----------- | ----------- | ------------ | ------------ | ----------- | ----------- |
| 1                    | Emmanuelle De Gail |             | UDI         | 988          | 6,79         |             |             |
| 1                    | Alain Mazeau       |             | UDI         | 988          | 6,79         |             |             |
| 2                    | Yves Hauss         |             | EÉLV        | 1 004        | 6,90         |             |             |
| 2                    | Herrade Nehlig     |             | EÉLV        | 1 004        | 6,90         |             |             |
| 3                    | Valerian Jacquemin |             | FN          | 3 843        | 26,42        | 4 543       | 32,59       |
| 3                    | Brigitte Tinot     |             | FN          | 3 843        | 26,42        | 4 543       | 32,59       |
| 4                    | Claude Froehly *   |             | PS          | 3 556        | 24,45        |             |             |
| 4                    | Anne Mammosser     |             | PS          | 3 556        | 24,45        |             |             |
| 5                    | Elisabeth Gaucher  |             | USL         | 1 522        | 10,46        |             |             |
| 5                    | Alexandre Spinner  |             | USL         | 1 522        | 10,46        |             |             |
| 6                    | Alfonsa Alfano     |             | UMP         | 3 631        | 24,97        | 9 395       | 67,41       |
| 6                    | Yves Sublon        |             | DVD         | 3 631        | 24,97        | 9 395       | 67,41       |
|                      |                    |             |             |              |              |             |             |
| Inscrits             | Inscrits           | Inscrits    | Inscrits    | 32 508       | 100,00       | 32 508      | 100,00      |
| Abstentions          | Abstentions        | Abstentions | Abstentions | 17 544       | 53,97        | 17 500      | 53,83       |
| Votants              | Votants            | Votants     | Votants     | 14 964       | 46,03        | 15 008      | 46,17       |
| Blancs               | Blancs             | Blancs      | Blancs      | 187          | 1,25         | 710         | 4,73        |
| Nuls                 | Nuls               | Nuls        | Nuls        | 233          | 1,56         | 360         | 2,40        |
| Exprimés             | Exprimés           | Exprimés    | Exprimés    | 14 544       | 97,19        | 13 938      | 92,87       |
| * conseiller sortant |                    |             |             |              |              |             |             |

### Canton d'Ingwiller
| Candidats            | Candidats               | Partis      | Partis      | Premier tour | Premier tour | Second tour | Second tour |
| Candidats            | Candidats               | Partis      | Partis      | Voix         | %            | Voix        | %           |
| -------------------- | ----------------------- | ----------- | ----------- | ------------ | ------------ | ----------- | ----------- |
| 1                    | Sébastien Baltzer       |             | USL         | 2 402        | 13,51        |             |             |
| 1                    | Anastasie Leipp         |             | USL         | 2 402        | 13,51        |             |             |
| 2                    | Melany Grondin          |             | DVD         | 3 768        | 21,19        |             |             |
| 2                    | Jean Mathia *           |             | DVD         | 3 768        | 21,19        |             |             |
| 3                    | Fabien Loos             |             | FG          | 730          | 4,11         |             |             |
| 3                    | Régine Pactat           |             | FG          | 730          | 4,11         |             |             |
| 4                    | Nadine Holderith-Weiss  |             | UMP         | 5 064        | 28,48        | 9 756       | 58,76       |
| 4                    | Marc Séné *             |             | UMP         | 5 064        | 28,48        | 9 756       | 58,76       |
| 5                    | Baptiste Pierre         |             | FN          | 5 815        | 32,71        | 6 846       | 41,24       |
| 5                    | Marie-Christine Steiner |             | FN          | 5 815        | 32,71        | 6 846       | 41,24       |
|                      |                         |             |             |              |              |             |             |
| Inscrits             | Inscrits                | Inscrits    | Inscrits    | 35 817       | 100,00       | 35 819      | 100,00      |
| Abstentions          | Abstentions             | Abstentions | Abstentions | 17 200       | 48,02        | 17 989      | 50,22       |
| Votants              | Votants                 | Votants     | Votants     | 18 617       | 51,98        | 17 830      | 49,78       |
| Blancs               | Blancs                  | Blancs      | Blancs      | 624          | 3,35         | 850         | 4,77        |
| Nuls                 | Nuls                    | Nuls        | Nuls        | 214          | 1,15         | 378         | 2,12        |
| Exprimés             | Exprimés                | Exprimés    | Exprimés    | 17 779       | 95,50        | 16 602      | 93,11       |
| * conseiller sortant |                         |             |             |              |              |             |             |

### Canton de Lingolsheim
| Candidats            | Candidats            | Partis      | Partis      | Premier tour | Premier tour | Second tour | Second tour |
| Candidats            | Candidats            | Partis      | Partis      | Voix         | %            | Voix        | %           |
| -------------------- | -------------------- | ----------- | ----------- | ------------ | ------------ | ----------- | ----------- |
| 1                    | Catherine Eckert     |             | UMP         | 8 053        | 50,18        | 10 848      | 71,00       |
| 1                    | Sébastien Zaegel *   |             | UMP         | 8 053        | 50,18        | 10 848      | 71,00       |
| 2                    | Alain Favaletto      |             | FN          | 4 552        | 28,37        | 4 430       | 29,00       |
| 2                    | Charlotte Linck      |             | FN          | 4 552        | 28,37        | 4 430       | 29,00       |
| 3                    | Alain Caps           |             | PS          | 1 730        | 10,78        |             |             |
| 3                    | Valérie Wackermann   |             | PS          | 1 730        | 10,78        |             |             |
| 4                    | Michelle Schortanner |             | ÉCO         | 1 712        | 10,67        |             |             |
| 4                    | Claude Walter        |             | EÉLV        | 1 712        | 10,67        |             |             |
|                      |                      |             |             |              |              |             |             |
| Inscrits             | Inscrits             | Inscrits    | Inscrits    | 36 599       | 100,00       | 36 599      | 100,00      |
| Abstentions          | Abstentions          | Abstentions | Abstentions | 19 878       | 54,31        | 20 344      | 55,59       |
| Votants              | Votants              | Votants     | Votants     | 16 721       | 45,69        | 16 255      | 44,41       |
| Blancs               | Blancs               | Blancs      | Blancs      | 461          | 2,76         | 733         | 4,51        |
| Nuls                 | Nuls                 | Nuls        | Nuls        | 213          | 1,27         | 244         | 1,50        |
| Exprimés             | Exprimés             | Exprimés    | Exprimés    | 16 047       | 95,97        | 15 278      | 93,99       |
| * conseiller sortant |                      |             |             |              |              |             |             |

### Canton de Molsheim
| Candidats            | Candidats           | Partis      | Partis      | Premier tour | Premier tour | Second tour | Second tour |
| Candidats            | Candidats           | Partis      | Partis      | Voix         | %            | Voix        | %           |
| -------------------- | ------------------- | ----------- | ----------- | ------------ | ------------ | ----------- | ----------- |
| 1                    | Laurence Jost *     |             | UMP         | 4 430        | 21,34        |             |             |
| 1                    | Freddy Zimmermann * |             | UDI         | 4 430        | 21,34        |             |             |
| 2                    | Jeanine Plaisant    |             | USL         | 2 558        | 12,32        |             |             |
| 2                    | Benoît Seiller      |             | USL         | 2 558        | 12,32        |             |             |
| 3                    | Chantal Jeanpert    |             | DVD         | 5 937        | 28,61        | 13 327      | 67,58       |
| 3                    | Philippe Meyer *    |             | UMP         | 5 937        | 28,61        | 13 327      | 67,58       |
| 4                    | Emmanuelle Griset   |             | FN          | 5 426        | 26,14        | 6 392       | 32,42       |
| 4                    | Hugo Puebla         |             | FN          | 5 426        | 26,14        | 6 392       | 32,42       |
| 5                    | Rémi Barillon       |             | PS          | 1 911        | 9,21         |             |             |
| 5                    | Myriam Troestler    |             | PS          | 1 911        | 9,21         |             |             |
| 6                    | Gilda Althaus       |             | FG          | 493          | 2,38         |             |             |
| 6                    | Raymond Ingelaere   |             | FG          | 493          | 2,38         |             |             |
|                      |                     |             |             |              |              |             |             |
| Inscrits             | Inscrits            | Inscrits    | Inscrits    | 42 297       | 100,00       | 42 334      | 100,00      |
| Abstentions          | Abstentions         | Abstentions | Abstentions | 20 573       | 48,64        | 21 120      | 49,89       |
| Votants              | Votants             | Votants     | Votants     | 21 724       | 51,36        | 21 214      | 50,11       |
| Blancs               | Blancs              | Blancs      | Blancs      | 645          | 2,97         | 1 047       | 4,94        |
| Nuls                 | Nuls                | Nuls        | Nuls        | 324          | 1,49         | 448         | 2,11        |
| Exprimés             | Exprimés            | Exprimés    | Exprimés    | 20 755       | 95,54        | 19 719      | 92,95       |
| * conseiller sortant |                     |             |             |              |              |             |             |

### Canton de Mutzig
| Candidats            | Candidats                 | Partis      | Partis      | Premier tour | Premier tour | Second tour | Second tour |
| Candidats            | Candidats                 | Partis      | Partis      | Voix         | %            | Voix        | %           |
| -------------------- | ------------------------- | ----------- | ----------- | ------------ | ------------ | ----------- | ----------- |
| 1                    | Astrid Scharly            |             | PS          | 1 348        | 7,74         |             |             |
| 1                    | Régis Simoni              |             | DVG         | 1 348        | 7,74         |             |             |
| 2                    | Gilles Charlier           |             | FN          | 5 786        | 33,21        | 6 116       | 36,74       |
| 2                    | Brigitte Stiegler         |             | FN          | 5 786        | 33,21        | 6 116       | 36,74       |
| 3                    | Frédéric Bierry *         |             | UMP         | 6 409        | 36,79        | 10 529      | 63,26       |
| 3                    | Frédérique Mozziconacci * |             | DVD         | 6 409        | 36,79        | 10 529      | 63,26       |
| 4                    | Alain Meyer               |             | DVD         | 3 879        | 22,26        |             |             |
| 4                    | Alice Morel *             |             | UDI         | 3 879        | 22,26        |             |             |
|                      |                           |             |             |              |              |             |             |
| Inscrits             | Inscrits                  | Inscrits    | Inscrits    | 36 687       | 100,00       | 36 683      | 100,00      |
| Abstentions          | Abstentions               | Abstentions | Abstentions | 18 367       | 50,06        | 18 890      | 51,50       |
| Votants              | Votants                   | Votants     | Votants     | 18 320       | 49,94        | 17 793      | 48,50       |
| Blancs               | Blancs                    | Blancs      | Blancs      | 638          | 3,48         | 818         | 4,60        |
| Nuls                 | Nuls                      | Nuls        | Nuls        | 260          | 1,42         | 330         | 1,85        |
| Exprimés             | Exprimés                  | Exprimés    | Exprimés    | 17 422       | 95,10        | 16 645      | 93,55       |
| * conseiller sortant |                           |             |             |              |              |             |             |

### Canton d'Obernai
| Candidats            | Candidats         | Partis      | Partis      | Premier tour | Premier tour | Second tour | Second tour |
| Candidats            | Candidats         | Partis      | Partis      | Voix         | %            | Voix        | %           |
| -------------------- | ----------------- | ----------- | ----------- | ------------ | ------------ | ----------- | ----------- |
| 1                    | Hombeline Du Parc |             | FN          | 4 161        | 28,60        | 4 183       | 31,24       |
| 1                    | Eric Gautier      |             | FN          | 4 161        | 28,60        | 4 183       | 31,24       |
| 2                    | Nathalie Ernst    |             | UMP         | 7 657        | 52,64        | 9 205       | 68,76       |
| 2                    | Bernard Fischer * |             | UMP         | 7 657        | 52,64        | 9 205       | 68,76       |
| 3                    | Nadège Karcher    |             | USL         | 2 729        | 18,76        |             |             |
| 3                    | Martin Meyer      |             | USL         | 2 729        | 18,76        |             |             |
|                      |                   |             |             |              |              |             |             |
| Inscrits             | Inscrits          | Inscrits    | Inscrits    | 31 214       | 100,00       | 31 209      | 100,00      |
| Abstentions          | Abstentions       | Abstentions | Abstentions | 15 801       | 50,62        | 16 926      | 54,23       |
| Votants              | Votants           | Votants     | Votants     | 15 413       | 49,38        | 14 283      | 45,77       |
| Blancs               | Blancs            | Blancs      | Blancs      | 634          | 4,11         | 603         | 4,22        |
| Nuls                 | Nuls              | Nuls        | Nuls        | 232          | 1,51         | 292         | 2,04        |
| Exprimés             | Exprimés          | Exprimés    | Exprimés    | 14 547       | 94,38        | 13 388      | 93,73       |
| * conseiller sortant |                   |             |             |              |              |             |             |

### Canton de Reichshoffen
| Candidats            | Candidats                  | Partis      | Partis      | Premier tour | Premier tour | Second tour | Second tour |
| Candidats            | Candidats                  | Partis      | Partis      | Voix         | %            | Voix        | %           |
| -------------------- | -------------------------- | ----------- | ----------- | ------------ | ------------ | ----------- | ----------- |
| 1                    | Gérard Nicastro            |             | PS          | 1 539        | 8,48         |             |             |
| 1                    | Céline Sturm               |             | PS          | 1 539        | 8,48         |             |             |
| 2                    | Angélique Fischer          |             | REG         | 1 906        | 10,51        |             |             |
| 2                    | Christophe Schertz         |             | REG         | 1 906        | 10,51        |             |             |
| 3                    | Laurent Gnaedig            |             | FN          | 6 770        | 37,32        | 6 992       | 40,54       |
| 3                    | Michèle Muller             |             | FN          | 6 770        | 37,32        | 6 992       | 40,54       |
| 4                    | Rémy Bertrand *            |             | UMP         | 7 925        | 43,69        | 10 257      | 59,46       |
| 4                    | Nathalie Marajo-Guthmuller |             | DVD         | 7 925        | 43,69        | 10 257      | 59,46       |
|                      |                            |             |             |              |              |             |             |
| Inscrits             | Inscrits                   | Inscrits    | Inscrits    | 38 216       | 100,00       | 38 215      | 100,00      |
| Abstentions          | Abstentions                | Abstentions | Abstentions | 19 141       | 50,09        | 19 885      | 52,03       |
| Votants              | Votants                    | Votants     | Votants     | 19 075       | 49,91        | 18 330      | 47,97       |
| Blancs               | Blancs                     | Blancs      | Blancs      | 640          | 3,36         | 751         | 4,10        |
| Nuls                 | Nuls                       | Nuls        | Nuls        | 295          | 1,55         | 330         | 1,80        |
| Exprimés             | Exprimés                   | Exprimés    | Exprimés    | 18 140       | 95,10        | 17 249      | 94,10       |
| * conseiller sortant |                            |             |             |              |              |             |             |

### Canton de Saverne
| Candidats            | Candidats                | Partis      | Partis      | Premier tour | Premier tour | Second tour | Second tour |
| Candidats            | Candidats                | Partis      | Partis      | Voix         | %            | Voix        | %           |
| -------------------- | ------------------------ | ----------- | ----------- | ------------ | ------------ | ----------- | ----------- |
| 1                    | Thierry Carbiener *      |             | UDI         | 5 200        | 27,75        | 11 236      | 63,61       |
| 1                    | Michèle Eschlimann       |             | DVD         | 5 200        | 27,75        | 11 236      | 63,61       |
| 2                    | Médéric Haemmerlin       |             | UMP         | 3 068        | 16,37        |             |             |
| 2                    | Dominique Rouach-Neymann |             | DVD         | 3 068        | 16,37        |             |             |
| 3                    | Nathalie Palmer          |             | EÉLV        | 2 013        | 10,74        |             |             |
| 3                    | Julien Scharsch          |             | EÉLV        | 2 013        | 10,74        |             |             |
| 4                    | Benoît Géraud            |             | FG          | 459          | 2,45         |             |             |
| 4                    | Bénédicte Herrgott       |             | FG          | 459          | 2,45         |             |             |
| 5                    | Virginie Joron           |             | FN          | 5 587        | 29,81        | 6 427       | 36,39       |
| 5                    | Patrick Kleinklaus       |             | FN          | 5 587        | 29,81        | 6 427       | 36,39       |
| 6                    | Jean-Marie Lorber        |             | USL         | 2 415        | 12,89        |             |             |
| 6                    | Christiane Stamm         |             | USL         | 2 415        | 12,89        |             |             |
|                      |                          |             |             |              |              |             |             |
| Inscrits             | Inscrits                 | Inscrits    | Inscrits    | 37 831       | 100,00       | 37 848      | 100,00      |
| Abstentions          | Abstentions              | Abstentions | Abstentions | 18 369       | 48,56        | 18 854      | 49,82       |
| Votants              | Votants                  | Votants     | Votants     | 19 462       | 51,44        | 18 994      | 50,18       |
| Blancs               | Blancs                   | Blancs      | Blancs      | 510          | 2,62         | 921         | 4,85        |
| Nuls                 | Nuls                     | Nuls        | Nuls        | 210          | 1,08         | 410         | 2,16        |
| Exprimés             | Exprimés                 | Exprimés    | Exprimés    | 18 742       | 96,30        | 17 663      | 92,99       |
| * conseiller sortant |                          |             |             |              |              |             |             |

### Canton de Schiltigheim
| Candidats            | Candidats             | Partis      | Partis      | Premier tour | Premier tour | Second tour | Second tour |
| Candidats            | Candidats             | Partis      | Partis      | Voix         | %            | Voix        | %           |
| -------------------- | --------------------- | ----------- | ----------- | ------------ | ------------ | ----------- | ----------- |
| 1                    | Hervé Begeot          |             | PFE         | 1 038        | 9,65         |             |             |
| 1                    | Andrée Munchenbach    |             | USL         | 1 038        | 9,65         |             |             |
| 2                    | Danielle Diligent     |             | UDI (MDA)   | 2 991        | 27,81        | 6 836'      | 70,47       |
| 2                    | Jean-Louis Hoerlé     |             | UMP         | 2 991        | 27,81        | 6 836'      | 70,47       |
| 3                    | Jonas Schiff          |             | FG          | 496          | 4,61         |             |             |
| 3                    | Laurence Winterhalter |             | FG          | 496          | 4,61         |             |             |
| 4                    | Danielle Dambach      |             | EÉLV        | 1 458        | 13,56        |             |             |
| 4                    | Gérard Schann         |             | EÉLV        | 1 458        | 13,56        |             |             |
| 5                    | Estelle Frass         |             | PS          | 2 017        | 18,75        |             |             |
| 5                    | Raphaël Nisand *      |             | PS          | 2 017        | 18,75        |             |             |
| 6                    | Fatih Karakaya        |             | PEJ         | 209          | 1,94         |             |             |
| 6                    | Selay Yumlu           |             | PEJ         | 209          | 1,94         |             |             |
| 7                    | Denis Gabel           |             | FN          | 2 546        | 23,67        | 2 865       | 29,53       |
| 7                    | Laure Pfiffer         |             | FN          | 2 546        | 23,67        | 2 865       | 29,53       |
|                      |                       |             |             |              |              |             |             |
| Inscrits             | Inscrits              | Inscrits    | Inscrits    | 26 895       | 100,00       | 26 895      | 100,00      |
| Abstentions          | Abstentions           | Abstentions | Abstentions | 15 855       | 58,95        | 16 223      | 60,32       |
| Votants              | Votants               | Votants     | Votants     | 11 040       | 41,05        | 10 672      | 39,68       |
| Blancs               | Blancs                | Blancs      | Blancs      | 182          | 1,65         | 669         | 6,27        |
| Nuls                 | Nuls                  | Nuls        | Nuls        | 103          | 0,93         | 302         | 2,83        |
| Exprimés             | Exprimés              | Exprimés    | Exprimés    | 10 755       | 97,42        | 9 701       | 90,90       |
| * conseiller sortant |                       |             |             |              |              |             |             |

### Canton de Sélestat
| Candidats            | Candidats           | Partis      | Partis      | Premier tour | Premier tour | Second tour | Second tour |
| Candidats            | Candidats           | Partis      | Partis      | Voix         | %            | Voix        | %           |
| -------------------- | ------------------- | ----------- | ----------- | ------------ | ------------ | ----------- | ----------- |
| 1                    | Jean-Martin Kientz  |             | PS          | 1 468        | 7,29         |             |             |
| 1                    | Bénédicte Vogel     |             | PS          | 1 468        | 7,29         |             |             |
| 2                    | Pascal Aubry        |             | FG (PCF)    | 433          | 2,15         |             |             |
| 2                    | Christine Romanus   |             | FG (PCF)    | 433          | 2,15         |             |             |
| 3                    | Marcel Bauer *      |             | UMP         | 5 613        | 27,88        | 11 958      | 62,35       |
| 3                    | Cathy Greigert      |             | DVD         | 5 613        | 27,88        | 11 958      | 62,35       |
| 4                    | Bertrand Gaudin     |             | EÉLV        | 1 909        | 9,48         |             |             |
| 4                    | Valérie Ott-Juigner |             | ÉCO         | 1 909        | 9,48         |             |             |
| 5                    | Michèle Claver      |             | UDI         | 4 619        | 22,94        |             |             |
| 5                    | Gérard Simler *     |             | UDI         | 4 619        | 22,94        |             |             |
| 6                    | Éliane Klein        |             | FN          | 6 091        | 30,25        | 7 222       | 37,65       |
| 6                    | Serge Schwoertzig   |             | FN          | 6 091        | 30,25        | 7 222       | 37,65       |
|                      |                     |             |             |              |              |             |             |
| Inscrits             | Inscrits            | Inscrits    | Inscrits    | 41 619       | 100,00       | 41 617      | 100,00      |
| Abstentions          | Abstentions         | Abstentions | Abstentions | 20 525       | 49,32        | 20 603      | 49,51       |
| Votants              | Votants             | Votants     | Votants     | 21 094       | 50,68        | 21 014      | 50,49       |
| Blancs               | Blancs              | Blancs      | Blancs      | 674          | 3,20         | 1 276       | 6,07        |
| Nuls                 | Nuls                | Nuls        | Nuls        | 287          | 1,36         | 558         | 2,66        |
| Exprimés             | Exprimés            | Exprimés    | Exprimés    | 20 133       | 95,44        | 19 180      | 91,27       |
| * conseiller sortant |                     |             |             |              |              |             |             |

### Canton de Strasbourg-1
| Candidats            | Candidats        | Partis      | Partis      | Premier tour | Premier tour | Second tour | Second tour |
| Candidats            | Candidats        | Partis      | Partis      | Voix         | %            | Voix        | %           |
| -------------------- | ---------------- | ----------- | ----------- | ------------ | ------------ | ----------- | ----------- |
| 1                    | Julien Ratcliffe |             | FG          | 794          | 7,01         |             |             |
| 1                    | Yasmina Chadli   |             | FG          | 794          | 7,01         |             |             |
| 2                    | Martine Aday     |             | ÉCO         | 2 185        | 19,30        |             |             |
| 2                    | Eric Schultz     |             | EÉLV        | 2 185        | 19,30        |             |             |
| 3                    | Mathieu Cahn     |             | PS          | 3 398        | 30,01        | 5 600       | 54,17       |
| 3                    | Suzanne Kempf *  |             | PS          | 3 398        | 30,01        | 5 600       | 54,17       |
| 4                    | Jean-Claude Noss |             | FN          | 1 679        | 14,83        |             |             |
| 4                    | Madeleine Zolger |             | RBM         | 1 679        | 14,83        |             |             |
| 5                    | Claudine Bastian |             | UMP         | 3 268        | 28,86        | 4 738       | 45,83       |
| 5                    | Eric Senet       |             | DVD         | 3 268        | 28,86        | 4 738       | 45,83       |
|                      |                  |             |             |              |              |             |             |
| Inscrits             | Inscrits         | Inscrits    | Inscrits    | 26 052       | 100,00       | 26 052      | 100,00      |
| Abstentions          | Abstentions      | Abstentions | Abstentions | 14 334       | 55,02        | 14 896      | 57,18       |
| Votants              | Votants          | Votants     | Votants     | 11 718       | 44,98        | 11 156      | 42,82       |
| Blancs               | Blancs           | Blancs      | Blancs      | 254          | 0,97         | 567         | 5,08        |
| Nuls                 | Nuls             | Nuls        | Nuls        | 140          | 0,54         | 251         | 2,25        |
| Exprimés             | Exprimés         | Exprimés    | Exprimés    | 11 324       | 43,47        | 10 338      | 92,67       |
| * conseiller sortant |                  |             |             |              |              |             |             |

### Canton de Strasbourg-2
| Candidats            | Candidats            | Partis      | Partis      | Premier tour | Premier tour | Second tour | Second tour |
| Candidats            | Candidats            | Partis      | Partis      | Voix         | %            | Voix        | %           |
| -------------------- | -------------------- | ----------- | ----------- | ------------ | ------------ | ----------- | ----------- |
| 1                    | Éric Elkouby *       |             | PS          | 2 456        | 29,69        | 5 271       | 68,02       |
| 1                    | Martine Jung         |             | PS          | 2 456        | 29,69        | 5 271       | 68,02       |
| 2                    | Andréa Didelot       |             | FN          | 1 740        | 21,03        | 2 478       | 31,98       |
| 2                    | Ludmila Klymko       |             | RBM         | 1 740        | 21,03        | 2 478       | 31,98       |
| 3                    | Stéphanie Karmann    |             | USL         | 458          | 5,54         |             |             |
| 3                    | Quentin Malherbe     |             | USL         | 458          | 5,54         |             |             |
| 4                    | Ahmet Guzle          |             | PEJ         | 213          | 2,57         |             |             |
| 4                    | Nesrin Tugral        |             | PEJ         | 213          | 2,57         |             |             |
| 5                    | Mireille Abate       |             | UDI         | 1 605        | 19,40        |             |             |
| 5                    | Jean-Emmanuel Robert |             | UMP         | 1 605        | 19,40        |             |             |
| 6                    | Véronique Brom       |             | EÉLV        | 1 046        | 12,64        |             |             |
| 6                    | Pierre Ozenne        |             | ÉCO         | 1 046        | 12,64        |             |             |
| 7                    | Hélène Erin          |             | FG          | 397          | 4,80         |             |             |
| 7                    | Christian Grosse     |             | FG          | 397          | 4,80         |             |             |
| 8                    | Joseph Chucri        |             | DVD         | 358          | 4,33         |             |             |
| 8                    | Déborah Dahlet       |             | DVD         | 358          | 4,33         |             |             |
|                      |                      |             |             |              |              |             |             |
| Inscrits             | Inscrits             | Inscrits    | Inscrits    | 20 807       | 100,00       | 20 807      | 100,00      |
| Abstentions          | Abstentions          | Abstentions | Abstentions | 12 290       | 59,07        | 12 325      | 59,23       |
| Votants              | Votants              | Votants     | Votants     | 8 517        | 40,93        | 8 482       | 40,77       |
| Blancs               | Blancs               | Blancs      | Blancs      | 161          | 1,89         | 544         | 6,41        |
| Nuls                 | Nuls                 | Nuls        | Nuls        | 83           | 0,97         | 189         | 2,23        |
| Exprimés             | Exprimés             | Exprimés    | Exprimés    | 8 273        | 97,14        | 7 749       | 91,36       |
| * conseiller sortant |                      |             |             |              |              |             |             |

### Canton de Strasbourg-3
| Candidats            | Candidats               | Partis      | Partis      | Premier tour | Premier tour | Second tour | Second tour |
| Candidats            | Candidats               | Partis      | Partis      | Voix         | %            | Voix        | %           |
| -------------------- | ----------------------- | ----------- | ----------- | ------------ | ------------ | ----------- | ----------- |
| 1                    | Françoise Bey           |             | PS          | 2 781        | 35,72        | 5 272       | 69,22       |
| 1                    | Serge Oehler *          |             | PS          | 2 781        | 35,72        | 5 272       | 69,22       |
| 2                    | David Bour              |             | FG          | 323          | 4,15         |             |             |
| 2                    | Ariane Henry            |             | FG          | 323          | 4,15         |             |             |
| 3                    | Nhan-Tôn Ta             |             | MoDem       | 1 537        | 19,74        |             |             |
| 3                    | Bornia Tarall           |             | DVD         | 1 537        | 19,74        |             |             |
| 4                    | Emeline Passelegue      |             | ÉCO         | 400          | 5,14         |             |             |
| 4                    | Amine Soufi             |             | USL         | 400          | 5,14         |             |             |
| 5                    | Prudence Atli           |             | PEJ         | 204          | 2,62         |             |             |
| 5                    | Muhammet Cavus          |             | PEJ         | 204          | 2,62         |             |             |
| 6                    | Deborah Beck            |             | FN          | 1 801        | 23,13        | 2 344       | 30,78       |
| 6                    | Jean-Pierre D'Aigremont |             | RBM         | 1 801        | 23,13        | 2 344       | 30,78       |
| 7                    | Céline Petrovic         |             | ÉCO         | 739          | 9,49         |             |             |
| 7                    | Abdelkarim Ramdane      |             | EÉLV        | 739          | 9,49         |             |             |
|                      |                         |             |             |              |              |             |             |
| Inscrits             | Inscrits                | Inscrits    | Inscrits    | 23 004       | 100,00       | 23 004      | 100,00      |
| Abstentions          | Abstentions             | Abstentions | Abstentions | 14 947       | 64,98        | 14 801      | 64,34       |
| Votants              | Votants                 | Votants     | Votants     | 8 057        | 35,02        | 8 203       | 35,66       |
| Blancs               | Blancs                  | Blancs      | Blancs      | 181          | 2,25         | 434         | 5,29        |
| Nuls                 | Nuls                    | Nuls        | Nuls        | 91           | 1,13         | 153         | 1,87        |
| Exprimés             | Exprimés                | Exprimés    | Exprimés    | 7 785        | 96,62        | 7 616       | 92,84       |
| * conseiller sortant |                         |             |             |              |              |             |             |

### Canton de Strasbourg-4
| Candidats            | Candidats            | Partis      | Partis      | Premier tour | Premier tour | Second tour | Second tour |
| Candidats            | Candidats            | Partis      | Partis      | Voix         | %            | Voix        | %           |
| -------------------- | -------------------- | ----------- | ----------- | ------------ | ------------ | ----------- | ----------- |
| 1                    | Yves Le Tallec *     |             | UMP         | 4 302        | 35,91        | 6 283       | 56,02       |
| 1                    | Françoise Pfersdorff |             | UMP         | 4 302        | 35,91        | 6 283       | 56,02       |
| 2                    | Lucia D'Apote        |             | IDEES       | 1 215        | 10,14        |             |             |
| 2                    | Pierre Schweitzer    |             | IDEES       | 1 215        | 10,14        |             |             |
| 3                    | Hülliya Turan        |             | FG          | 582          | 4,86         |             |             |
| 3                    | Constantin Wurmber   |             | FG          | 582          | 4,86         |             |             |
| 4                    | Iwona Cichalewska    |             | DVD         | 670          | 5,59         |             |             |
| 4                    | Bertrand Hirtz       |             | DVD         | 670          | 5,59         |             |             |
| 5                    | Alain Fontanel       |             | PS          | 3 400        | 28,38        | 4 933       | 43,98       |
| 5                    | Christel Kohler      |             | DVG         | 3 400        | 28,38        | 4 933       | 43,98       |
| 6                    | Jean Gremmel         |             | FN          | 1 811        | 15,12        |             |             |
| 6                    | Angélique Guillier   |             | RBM         | 1 811        | 15,12        |             |             |
|                      |                      |             |             |              |              |             |             |
| Inscrits             | Inscrits             | Inscrits    | Inscrits    | 26 141       | 100,00       | 26 141      | 100,00      |
| Abstentions          | Abstentions          | Abstentions | Abstentions | 13 780       | 52,71        | 14 202      | 54,33       |
| Votants              | Votants              | Votants     | Votants     | 12 361       | 47,29        | 11 939      | 45,67       |
| Blancs               | Blancs               | Blancs      | Blancs      | 271          | 1,04         | 562         | 4,71        |
| Nuls                 | Nuls                 | Nuls        | Nuls        | 110          | 0,42         | 161         | 1,35        |
| Exprimés             | Exprimés             | Exprimés    | Exprimés    | 11 980       | 45,83        | 11 216      | 93,94       |
| * conseiller sortant |                      |             |             |              |              |             |             |

### Canton de Strasbourg-5
| Candidats            | Candidats              | Partis      | Partis      | Premier tour | Premier tour | Second tour | Second tour |
| Candidats            | Candidats              | Partis      | Partis      | Voix         | %            | Voix        | %           |
| -------------------- | ---------------------- | ----------- | ----------- | ------------ | ------------ | ----------- | ----------- |
| 1                    | Olivier Bitz *         |             | PS          | 3 363        | 35,17        | 4 885       | 54,47       |
| 1                    | Françoise Buffet       |             | DVG         | 3 363        | 35,17        | 4 885       | 54,47       |
| 2                    | Leila Moussavian-Huppe |             | FG          | 576          | 6,02         |             |             |
| 2                    | Jean-Michel Utard      |             | FG          | 576          | 6,02         |             |             |
| 3                    | Edith Peirotes         |             | EÉLV        | 1 340        | 14,02        |             |             |
| 3                    | David Rudloff          |             | ÉCO         | 1 340        | 14,02        |             |             |
| 4                    | Claude Bonifaix        |             | FN          | 1 310        | 13,70        |             |             |
| 4                    | Marie Mangin           |             | RBM         | 1 310        | 13,70        |             |             |
| 5                    | Geoffroy Lebold        |             | UMP         | 2 972        | 31,08        | 4 084       | 45,53       |
| 5                    | Zaza Menad             |             | UMP         | 2 972        | 31,08        | 4 084       | 45,53       |
|                      |                        |             |             |              |              |             |             |
| Inscrits             | Inscrits               | Inscrits    | Inscrits    | 21 211       | 100,00       | 21 211      | 100,00      |
| Abstentions          | Abstentions            | Abstentions | Abstentions | 11 361       | 53,56        | 11 656      | 54,95       |
| Votants              | Votants                | Votants     | Votants     | 9 850        | 46,44        | 9 555       | 45,05       |
| Blancs               | Blancs                 | Blancs      | Blancs      | 218          | 2,21         | 428         | 4,48        |
| Nuls                 | Nuls                   | Nuls        | Nuls        | 71           | 0,72         | 158         | 1,65        |
| Exprimés             | Exprimés               | Exprimés    | Exprimés    | 9 561        | 97,07        | 8 969       | 93,87       |
| * conseiller sortant |                        |             |             |              |              |             |             |

### Canton de Strasbourg-6
| Candidats            | Candidats                  | Partis      | Partis      | Premier tour | Premier tour | Second tour | Second tour |
| Candidats            | Candidats                  | Partis      | Partis      | Voix         | %            | Voix        | %           |
| -------------------- | -------------------------- | ----------- | ----------- | ------------ | ------------ | ----------- | ----------- |
| 1                    | Jacques Cordonnier         |             | ADA         | 611          | 5,50         |             |             |
| 1                    | Renée Kuss                 |             | ADA         | 611          | 5,50         |             |             |
| 1                    | Pascale Jurdant-Pfeiffer * |             | UDI         | 4 256        | 38,30        | 6 561       | 63,86       |
| 1                    | Jean-Philippe Maurer *     |             | UMP         | 4 256        | 38,30        | 6 561       | 63,86       |
| 4                    | Michelle Bardot            |             | FG          | 830          | 7,47         |             |             |
| 4                    | Mostafa El Hamdani         |             | FG          | 830          | 7,47         |             |             |
| 2                    | Jean-Baptiste Mathieu      |             | PS          | 2 754        | 24,78        | 3 713       | 36,14       |
| 2                    | Annick Neff                |             | PS          | 2 754        | 24,78        | 3 713       | 36,14       |
| 3                    | Julia Abraham              |             | FN          | 2 662        | 23,95        |             |             |
| 3                    | Laurent Husser             |             | FN          | 2 662        | 23,95        |             |             |
|                      |                            |             |             |              |              |             |             |
| Inscrits             | Inscrits                   | Inscrits    | Inscrits    | 27 944       | 100,00       | 27 944      | 100,00      |
| Abstentions          | Abstentions                | Abstentions | Abstentions | 16 344       | 58,49        | 16 801      | 60,12       |
| Votants              | Votants                    | Votants     | Votants     | 11 600       | 41,51        | 11 143      | 39,88       |
| Blancs               | Blancs                     | Blancs      | Blancs      | 316          | 2,72         | 539         | 4,84        |
| Nuls                 | Nuls                       | Nuls        | Nuls        | 171          | 1,47         | 330         | 2,96        |
| Exprimés             | Exprimés                   | Exprimés    | Exprimés    | 11 113       | 95,80        | 10 274      | 92,20       |
| * conseiller sortant |                            |             |             |              |              |             |             |

### Canton de Wissembourg
| Candidats   | Candidats         | Partis      | Partis      | Premier tour | Premier tour | Second tour | Second tour |
| Candidats   | Candidats         | Partis      | Partis      | Voix\|       | %            | Voix        | %           |
| ----------- | ----------------- | ----------- | ----------- | ------------ | ------------ | ----------- | ----------- |
| 1           | Pascale Ludwig    |             | UDI         | 2 275        | 13,02        |             |             |
| 1           | Christian Martin  |             | UDI         | 2 275        | 13,02        |             |             |
| 2           | Gabriel Bastian   |             | FN          | 4 738        | 27,12        | 5 452       | 33,39       |
| 2           | Isabelle Zaida    |             | FN          | 4 738        | 27,12        | 5 452       | 33,39       |
| 3           | Christiane Maître |             | USL         | 3 512        | 20,10        |             |             |
| 3           | Philippe Ziegler  |             | USL         | 3 512        | 20,10        |             |             |
| 4           | Paul Heintz       |             | UMP         | 6 945        | 39,75        | 10 876      | 66,61       |
| 4           | Stéphanie Kochert |             | UMP         | 6 945        | 39,75        | 10 876      | 66,61       |
|             |                   |             |             |              |              |             |             |
| Inscrits    | Inscrits          | Inscrits    | Inscrits    | 36 437       | 100,00       | 36 441      | 100,00      |
| Abstentions | Abstentions       | Abstentions | Abstentions | 17 846       | 48,98        | 18 912      | 51,90       |
| Votants     | Votants           | Votants     | Votants     | 18 591       | 51,02        | 17 529      | 48,10       |
| Blancs      | Blancs            | Blancs      | Blancs      | 789          | 4,24         | 786         | 4,48        |
| Nuls        | Nuls              | Nuls        | Nuls        | 332          | 1,79         | 415         | 2,37        |
| Exprimés    | Exprimés          | Exprimés    | Exprimés    | 17 470       | 47,95        | 16 328      | 93,15       |